# 妙音寺 (台東区)
妙音寺（みょうおんじ）は、東京都台東区松が谷にある江戸十大祖師の一つとして知られる日蓮宗の寺院である。山号は、妓楽山。通称、池の妙音寺。旧本山はみまつ蓮永寺、達師法縁。

## 歴史
慶長15年（1611年）日本橋馬喰町に創建、安立院日雄を開山、富田半七（華光院日性）を開基とする。明暦3年1月18日（1657年3月2日）の明暦の大火で伽藍を焼失し現在の場所に移転した。

## 境内
- 弁天堂

## 交通アクセス
- 銀座線稲荷町駅より徒歩約5分（経路案内）。

## 参考資料
- 日蓮宗寺院大鑑編集委員会『宗祖第七百遠忌記念出版 日蓮宗寺院大鑑』大本山池上本門寺 (1981年)
- 『御府内寺社備考』